# Fridhemsbäcken
Fridhemsbäcken is een van de (relatief) kleine riviertjes/beekjes die het Zweedse eiland Gotland rijk is. De waterweg is genoemd naar Fridhem, een dorp aan de monding. Het was vroeger een zelfstandig dorp, maar is inmiddels een wijk aan de zuidkant van Visby, de grootste plaats op Gotland. De Fridhemsbäcken valt regelmatig 
droog en is deels gekanaliseerd.